# Vadu Anei
Vadu Anei – wieś w Rumunii, w okręgu Ilfov, w gminie Brănești. W 2011 roku liczyła 128 mieszkańców.